# Кропивницький Марко Лукич
Марко́ Луки́ч Кропивни́цький (10 (22) травня 1840, с. Бежбайраки (Бешбийраки), нині с. Кропивницьке, Новоукраїнський район  — 8 (21) квітня 1910) — український письменник, драматург, театральний режисер і актор. З іменем Кропивницького пов'язані створення українського професійного театру в наддніпрянській Україні й наступний етап розвитку реалістичної драматургії. Його прізвищем названо місто Кропивницький.

## Ранні роки

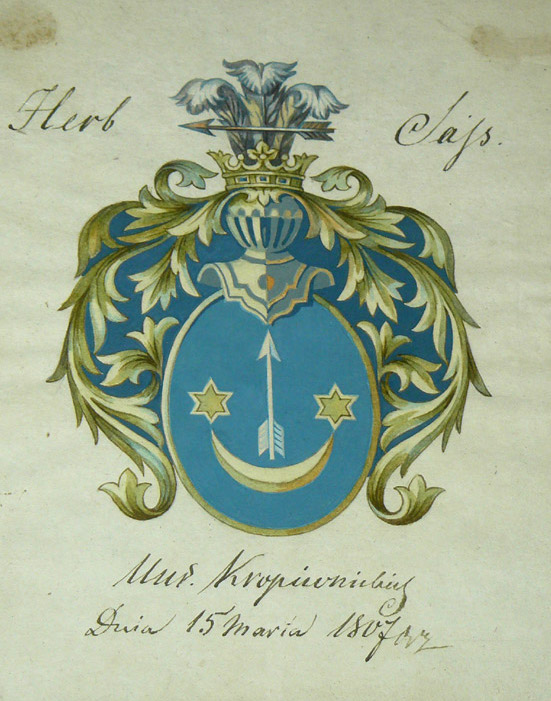
Родовий герб Кропивницьких з фондів Меморіального музею М. Л. Кропивницького

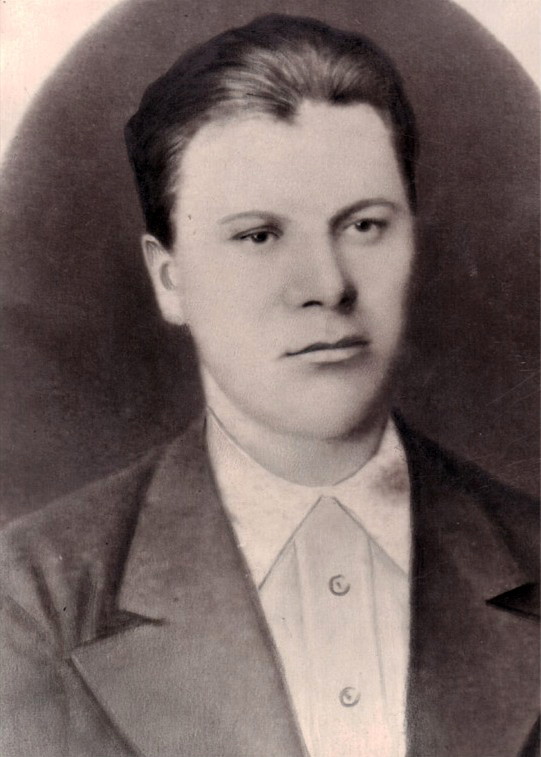
Марко Кропивницький у молоді роки

Народився 22 (10) травня 1840 року у с. Бежбайраки Єлисаветградського повіту Херсонської губернії (нині село Кропивницьке Новоукраїнського району Кіровоградської області). Батько, Лука Іванович, походив зі шляхетного роду Кропивницьких гербу Сас. Попри походження і посаду управителя поміщицьких маєтків він, як писав драматург у «Автобіографії», був людиною «труда мозольного» і знав, що таке злидні. Специфіка служби не дозволяла йому приділяти достатньо уваги вихованню дітей. Проте Лука Іванович піклувався про сім'ю як тільки міг і зі всіх сил намагався дати сину і доньці можливу на той час освіту. Мати, Капітоліна Іванівна, зросла в дуже бідній родині колишнього кріпака І. А. Дубровинського, де брудна лайка та фізичне покарання вважалися буденною справою. Вона мала чудовий голос, грала на фортепіано, флейті, гітарі та багатьох інших музичних інструментах, але, на відміну від батька, була досить легковажною. Коли синові виповнилося п'ять років, Капітоліна Іванівна покинула сім'ю заради гусарського офіцера. Так малолітній  Марко став напівсиротою при живій матері. 
Через деякий час Лука Іванович зійшовся з нянькою своїх дітей Явдохою Петлішенко, яку він викупив із кріпацтва (офіційно одружитись удруге він не міг, позаяк нерозірваним залишався перший шлюб). Мачуха дуже полюбляла горілку. Користуючись майже повсякденною відсутністю батька, який був на службі у князя Кантакузена в сусідньому селі Катеринівці, вона постійно влаштовувала в оселі п'яні оргії. На долю ж Марка та його шестирічної сестри Ганни випадали здебільшого щоденна лайка та штурхани. Отже, довелося в дитинстві майбутньому драматургові зазнати всіх тих прикрощів, які тільки могли випасти на долю сироти. Часто він разом із сестрою був і голодним, і ночував в нетопленій хаті. Виростав хлопчина серед простих людей, і друзями його були кріпацькі діти.
Марко часто хворів, а раз, коли мав гарячку (було це у с. Дмитрівці над Бугом), впав у летаргічний сон. Всі думали, що хлопець помер. Батько послав за дяком, щоб їхав читати псалтир, але, поки дяка привезли, хлопець прокинувся і почав розказувати, ніби був у гарному саду і бачив там багатьох дітей, котрі їли золоті та срібні яблука і йому давали.

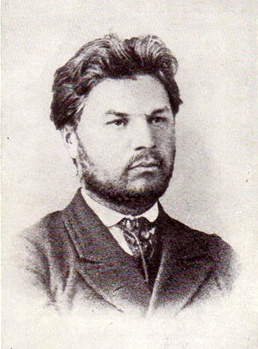
Марко Кропивницький, 1863

Але хоч якби там було, Лука Іванович не забував і про те, що син мав здобути освіту. Почалися Маркові «університети» на восьмому році життя з навчання у приватній школі шляхтича М. Рудковського в сусідній слободі Олександрівці. Хата, в якій містилася школа, складалась із  двох половин. На одній  була школа, а на другій мешкала сім'я Рудковського. Частина учнів, в тому числі й Марко, жила в школі. Спали всі разом, покотом на долівці. У школі Рудковського учні мали не тільки навчатися, а й виконувати всю роботу по господарству: доглядати худобу, полоти баштан, поливати капусту та все таке інше. Притому за навіть незначну провину Рудковський повчав свою дармову робочу силу нагайкою. Не раз довелося скуштувати такої вчительської «ласки» й малому Маркові. Скінчилося це «навчання» тим, що розгніваний Лука Іванович відшмагав «пана професора» батогом, а сина забрав додому. 
Потім, намагаючись продовжити освіту, Марко кілька років змушений був жити то у маєтку князя О.Кантакузена у селі Катеринівка, то у садибі генерала Бутовського, то у домі офіцера Бракера, то в оселі попа Нестеровського. Про дитинство у Катеринівці Кропивницький розповідав у своїх автобіографіях і листах до Антоніни Маркович; також дитинству драматурга присвячені книги Миколи Смоленчука «Степи полинові» та «Ой літав орел» і повість арбузинського журналіста М.Петрова (Михайла Пигиди) «Маркове дитинство».
Більш-менш системну освіту майбутньому драматургу вдалося  здобути у Бобринецькій повітовій школі, де він навчався з 1853 по 1856 рік. У цей час хлопчина жив у сім'ї своєї бабусі по матері Уляни Василівни Дубровинської. Сини його бабусі Олексій, Єгор, Микола і Федір були музикально обдарованими людьми, добре грали на різних музичних інструментах, любили літературу. «…Не проходило навіть вечора, — згадує драматург, — щоб  в нашій господі не лунала музика або спів. Увечері до дядьків збирались товариші, найпаче  в неділю, частувалися, співали (всі дядьки були в церковнім хорі) духовні концерти і світські пісні <…> а іноді і читали гуртом, найчастіше Гоголя і „Енеїду“ Котляревського». Дядьки разом з Марком співали народних пісень, серед яких були й українські (наприклад, «Ой ходив чумак сім літ по Дону…» та ін.). 
Живучи у Бобринці, Марко часто бачився з матір'ю, яка розучувала з ним вокальні партії, навчала грі на фортепіано, скрипці, гуслях.
Величезний вплив на вирішення подальшої долі Кропивницького мало його знайомство у підлітковому віці з театральним мистецтвом. Сталося це завдяки приїзду до Бобринця влітку 1854 р. драматичної трупи Л. Млотковського. Після цього, як зазначає М. Йосипенко, бажання виступати на сцені в нього було таким, що «ані перспектива службової кар'єри, ані рішучі протести батька вже не змогли приглушити той потяг». Через деякий час дядько Кропивницького Микола Дубровинський разом зі своїм товаришем організував у Бобринці театральний гурток, до  якого залучив і небожа. 
Після закінчення 1856 р. з похвальним листом повітової школи і невдалої спроби продовжити навчання в гімназії Кропивницький поступає на державну службу до повітового суду у місті Бобринці, де кілька років працює дрібним чиновником.

## Початок творчості

Марко Кропивницький, 1864

З 1862 р. М. Кропивницький відвідує заняття на юридичному факультеті Київського університету, як вільний слухач. Любов до мистецтва приводить його до театру подивитися на знамениту артистку О. Фабіанську, яка того дня виконувала роль хлопчика в якійсь перекладній мелодрамі. Враження від її гри було таким, що юнак кілька днів ходив як непритомний, після чого вирішив одружитися з нею, забув про все на світі й став писати ночами п'єсу українською мовою (це був його перший драматичний твір «Микита Старостенко, або Незчуєшся, як лихо спобіжить»). Коли ж Кропивницькому вдалося побачити уславлену акторку на сцені вдруге у спектаклі за французькою п'єсою Деннері і Лемуан  «Материнське благословення, або Бідність і честь» у перекладі Перепельського (псевдонім російського поета Миколи Некрасова), він  остаточно дійшов висновку, що його покликання театр. Провчившись як вільний слухач у Київському університеті три семестри, Кропивницький повертається до Бобринця, де з лютого 1864 р. служить у повітовому суді на посаді «столоначальника по гражданській часті».
Основною причиною повернення  був створений тут акторами Соболєвими (братом і сестрою) театральний гурток, активну участь у роботі якого брав і юний Іван Тобілевич. Цей аматорський колектив виставляв твори українських і російських драматургів — І. Котляревського («Наталка Полтавка» і «Москаль-чарівник»), Г. Квітки-Основ'яненка («Сватання на Гончарівці» і «Шельменко — волостной писарь»), М. Ващенка-Захарченка («Іди, жінко, в солдати»), М. Гоголя («Ревизор»), О. Островського  («Не в свои сани не садись» і «Доходное место»). Силами акторів-аматорів було виставлено й першу драму Кропивницького «Микита Старостенко, або Незчуєшся, як лихо спобіжить» (згодом після суттєвої переробки твір отримав назву  «Дай серцеві волю, заведе у неволю»). Автор кілька разів його доопрацьовував. Нові редакції з'являлися 1873, 1882 та 1911 р. Останній варіант, що, за словами  драматурга, є найдосконалішим, вийшов у світ уже після смерті письменника.
Після від'їзду з міста акторів Соболєвих Кропивницький фактично стає керівником гуртка. Він пробує свої сили і як актор, і як режисер, і  на обох напрямах має великий успіх.  
Так і не завершивши з різних причин освіти, Марко Кропивницький поповнював свої знання самостійно, особливо з переїздом до Єлисаветграда, куди у 1865 р. було переведено повіт, і де були бібліотеки. Там він й Іван Тобілевич «знайомились потроху з Смайльсом, Робертом Оуеном, Джоном-Стюартом Міллем, Спенсером, Молешоттом і іншими; читали дещо і із Шекспіра, Байрона, Гете, Гейне, Дюма, Жорж Занд, Теккерея». На казенній службі Кропивницький не просувався, а незрідка й зовсім втрачав заробіток через захоплення мистецтвом та участь в аматорських виставах.
Живучи в Єлисаветграді, разом з місцевими аматорами та у складі заїжджих професійних труп Кропивницький виступає у приватному театрі Трамбіцького, а у вересні 1871 р. після смерті батька назавжди покидає казенну службу, розпродує отримане у спадок господарство і разом з дружиною Олександрою приїздить  до Одеси.

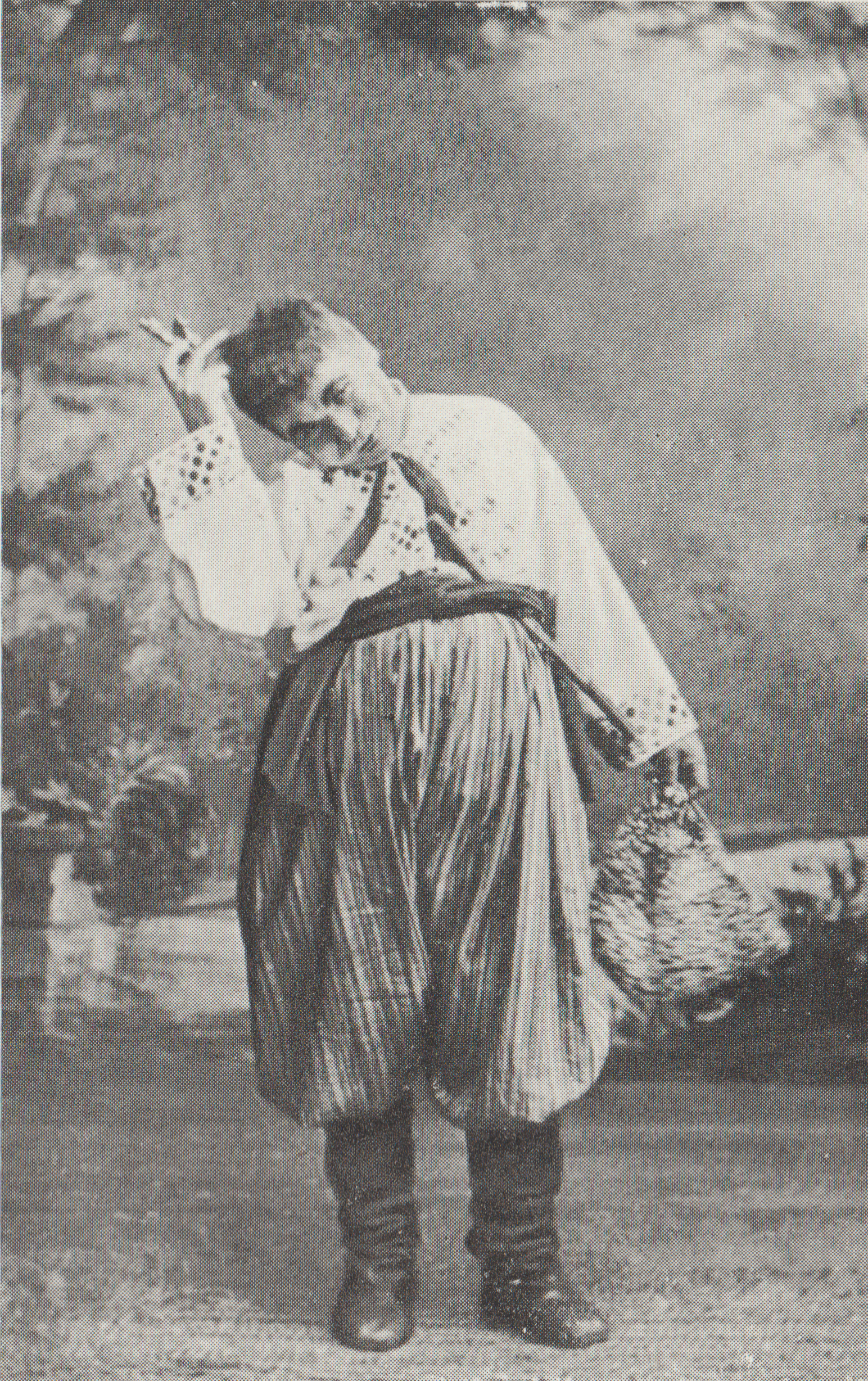
Марко Кропивницький у ролі Стецька

В Одесі він отримує запрошення   зіграти на сцені Народного театру графів Моркових і Чернишова роль Стецька у «Сватанні на Гончарівці». Успіх був грандіозним. «Дебютант у ролі Стецька Кропивницький привернув загальну увагу своєю грою; під час виходу його на сцену регіт глядачів майже не змовкав. Деякі куплети примушували його повторювати двічі, а то й тричі, оплескам не було кінця», — зазначалось у газеті «Одесский вестник». Того ж року (1871) видрукував першу свою п'єсу «За сиротою і бог з калитою», хоч серйозно писати почав ще в Бобринці 1862 року. Перша його п'єса — «Дай серцю волю, заведе в неволю»
Від цієї події розпочинається  нова сторінка не лише в біографії Кропивницького, а й в історії національного театру. Адже це була доба, коли українське сценічне мистецтво, за словами  драматурга, було у занепаді (при «посліднім іздиханії»). «Справжньою подією стало те, — напише згодом Д. Антонович, що через двадцять років після смерті Соленика і сім років після смерті Щепкіна знову з'явився на українській сцені актор, що дорівнював їм силою  і характером свого таланту, актор, що виконував ті самі ролі, але вже з нахилом до іншого стилю, і працював, одухотворений надією на самостійний український театр, відрубний від московського, з яким до того часу він був механічно сполучений». І все ж нелегко давалася Кропивницькому сценічна слава. Деякі колеги-актори йому заздрили, говорили, що він просто клеїть дурня, за що й аплодисменти, а рецензенти, мовляв, приятелі. Все це відбувалося на тлі неприховано ворожого ставлення значної частини публіки до українських вистав і всього українського взагалі. До того ж керівництво театру дедалі частіше стало залучати актора до російських вистав — переважно перекладних опереток.
Сприятливіше середовище для розвитку українського театрального мистецтва знаходить Кропивницький у Харкові, куди переїздить восени 1873 р. Тут, у трупі А. П. Колюпанова-Александрова, йому вперше пощастило здійснити постановки таких українських п'єс, як «Не ходи, Грицю, на вечорниці» і «За Немань іду» Володимира  Александрова, а також виставити власну драму  «Дай серцеві волю, заведе у неволю». Слава Кропивницького як актора й режисера сягає далеко за межі України, і на літо 1874 р. він отримує запрошення від столичного антрепренера Зізеріна на чолі невеличкого театрального колективу приїхати з українським репертуаром на гастролі до Петербурга. Гастролі тривали протягом трьох з половиною місяців. Це був перший успішний виступ української трупи у столиці імперії. Російські глядачі виступи українських акторів сприймала як екзотику. «Столичні часописи, — напише згодом Кропивницький, — похваляли мої вистави, похваляли й голоси, але ніколи ні жодного слова не сказали про те, відкіля ці таланти й голоси, хто вони Росії і хто Росія їм?».
Великі сподівання щодо подальшого розвитку українського театру покладав актор на шестимісячну творчу подорож Галичиною й Буковиною, де не діяли заборони царського уряду. Сюди його 1875 р. запросила антрепренерка театрального товариства «Руська бесіда» Теофілія Романович. Завдяки цій поїздці відрізана державним кордоном від Наддніпрянщини західноукраїнська публіка дістала змогу ознайомитися з найкращими зразками українського театрального мистецтва. Гастролюючи західноукраїнськими містами, Кропивницький, як і під час виступів у Петербурзі, відчував себе посланцем національної культури. Усі свої ролі на західноукраїнській сцені він виконував з великою майстерністю. Місцеві театрали це добре розуміли й відплачували акторові щирою любов'ю. «Мене тут, по сцені, вважають апостолом», — ділиться  своїми враженнями митець у листі до  друга дитинства Є. Мячикова. 
Перебуваючи в Галичині, драматург створив на матеріалі західноукраїнської дійсності веселу «шутку-оперетку в 3 діях» (так автор визначив жанр твору) «Пошились у дурні», переклав з російської комедії — «Ревізор» (дві дії) М. Гоголя, «Поламане життя» І. Чернишова і «Актор Синиця» Д. Ленського. Останні дві під його керівництвом і за його участі були  виставлені на галицькій сцені. Відомо, що у водевілі Д. Ленського митець зіграв головну роль.
Сумна звістка про Емський указ застала Кропивницького в Катеринославі (нині м. Дніпро), де він працював режисером і актором  у драматичній трупі Д. Ізотова, репертуар якої значною мірою складався з українських п'єс. Заборона на українські спектаклі тривала понад п'ять років. Увесь цей час митець змушений був працювати в російських трупах, перегравши «до 500 ролів на московській мові — від губернатора в „Птичках певчих“ до Отелло». Лише інколи вдавалося йому взяти участь у виставах рідною мовою на аматорській сцені.

## Створення театру корифеїв

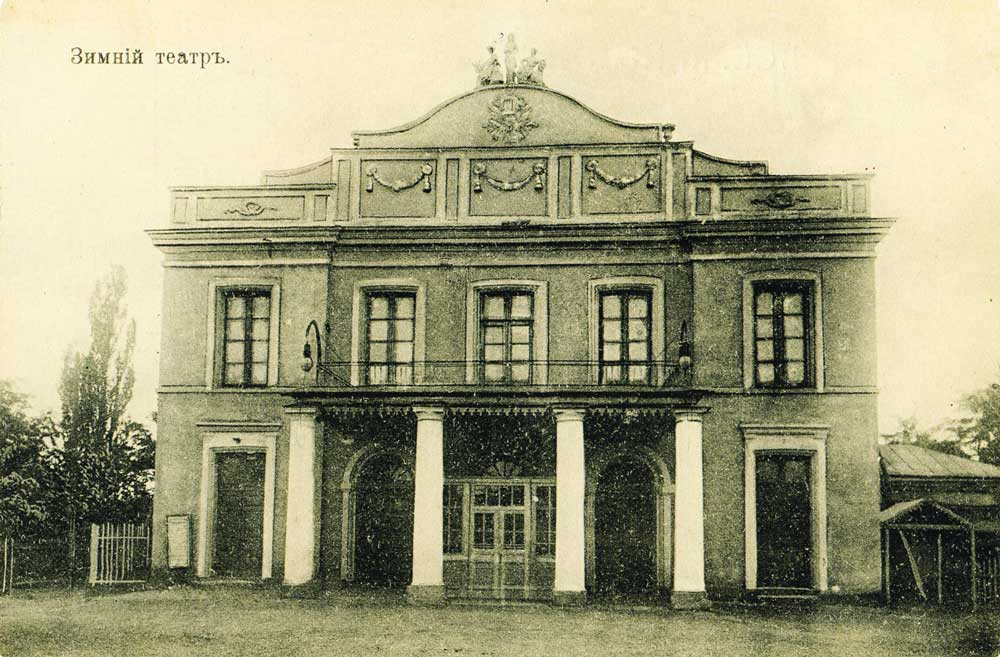
Єлисаветградський театр, у якому 27 жовтня 1882 р. відбулася перша вистава «Товариства українських артистів під орудою М. Л. Кропивницького»

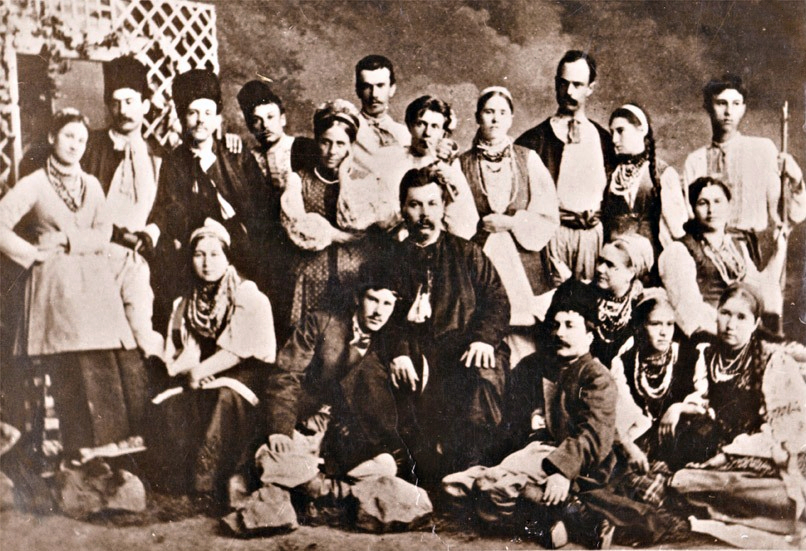
Марко Кропивницький зі своєю трупою, 1882 р.

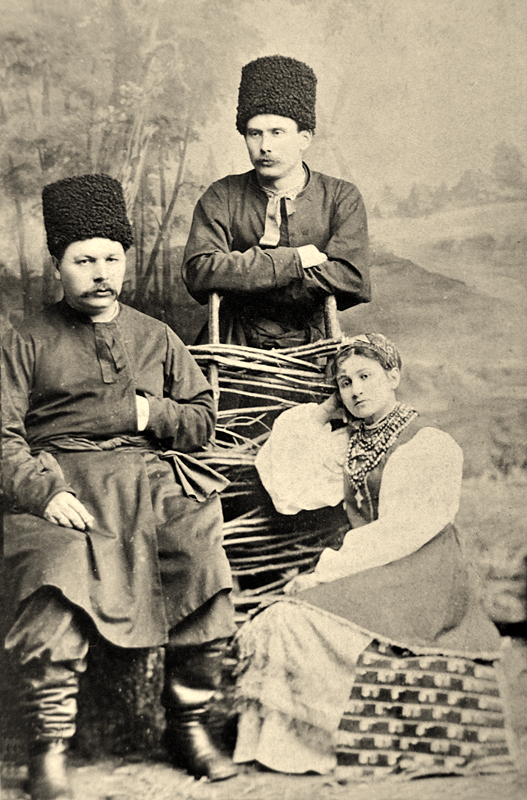
М. Кропивницький, М. Садовський та М. Заньковецька, 1883-84 рр.

Дозвіл на постановки українських п'єс на теренах Російської імперії восени 1881 року став надзвичайно важливою віхою в українській історії, навіть попри те, що за відповідним урядовим циркуляром заборонялося «влаштування спеціально малоросійського театру і формування труп для виконання п'єс і сцен суто на малоруському наріччі». Свої перші кроки новий український театр розпочав восени того ж 1881 року у Кременчуці, де в російській трупі Г. Ашкаренка режисером і провідним актором працював М. Кропивницький. Можливість створення національного театру надихає митця згуртувати навколо себе однодумців, разом з якими він починає ставити українські п'єси, які у той час були дуже популярними, а надто серед простого люду. І це зрозуміло, адже вистави рідною мовою не бачили протягом багатьох років. Розпочалася нова доба українського театру з постановки безсмертної «Наталки Полтавки». За словами Садовського, «перша вистава була цілковитий, загальний тріумф». Українські твори ставилися у Кременчуці протягом місяця. Крім «Наталки Полтавки», місцеві шанувальники українського драматичного мистецтва дістали змогу побачити  вистави за такими п'єсами, як «Дай серцеві волю, заведе у неволю» М. Кропивницького, «Сватання на Гончарівці», «Шельменко-денщик» і «Щира любов» Г. Квітки-Основ'яненка, «Гаркуша» О. Стороженка, Кум-мірошник, або Сатана в бочці" Д. Дмитренка, «Як ковбаса та чарка, то минеться й сварка» М. Старицького та деякі інші. А перед самим Різдвом того ж 1881 року відбулися короткотривалі виступи в Харкові, потім у Полтаві і знову у Кременчуці.
На початку 1882 року українські актори на чолі з Кропивницьким приїздять до Києва. Розпочалися вистави 10 січня у театрі Бергоньє. Грали Шевченкового «Назара Стодолю». Головну роль (Назара) виконував Кропивницький. «Оплесків таких я не чув і в Харкові», — згадував пізніше митець. Багато про що свідчить і надпис на меморіальній дошці, прикріпленій на фасаді театру: «В цьому будинку 10 січня 1882 року під керівництвом великого артиста і драматурга М. Л. Кропивницького відбувся перший виступ українського професійного театру». Однак, попри такий великий успіх, після закінчення київських гастролей театральне товариство розпалося. Формальною причиною було наближення Великого Посту, під час якого вистави заборонялися. Хоча набагато більше підстав уважати, що Кропивницького не влаштовував низький фаховий рівень більшості членів трупи, які навряд чи могли впоратися з тими високими завданнями, котрі висував перед ними керівник. Характеризуючи згодом київські вистави Л. Старицька-Черняхівська зазначала, що своїм успіхом вони були зобов'язані передусім двом акторам М. Кропивницькому і М. Садовському. Це визнавали навіть прихильні до українського театру газети «Заря» і «Труд», які  «головним чином вихваляли» цих майстрів української сцени, а «про трупу здебільшого недоговорювали».
Якісно новий етап у розвитку вітчизняного театрального мистецтва розпочинається з кінця жовтня 1882 року. Саме тоді Кропивницькому пощастило створити трупу, якій судилося стати славою і гордістю України упродовж багатьох десятиліть. Сталося це у Єлисаветграді. Трупа мала назву «Товариство акторів» й офіційно вважалася російсько-малоросійською. Проте вона більше знана як «театр корифеїв». До складу Товариства акторів увійшли такі згодом відомі майстри сцени, тоді ще учні Кропивницького, як Микола Садовський, (Тобілевич), Марія Заньковецька (Хлистова, до шлюбу Адасовська), Н. Жаркова, О. Вірина, А. Маркова  (Одинцова), І. Загорський, Л.Манько та інші.  І  хоча майже  всі  артисти, крім керівника та двох акторів російського театру (І. Бурлаки і К. Стоян-Максимовича), були  аматорами чи такими, що всього один театральний сезон виступали на професійній  сцені (як, наприклад, М. Садовський), це були  найкращі акторські сили українського  народу.  Вік  більшості з них становив 19 — 25 років. Згодом до товариства приєдналися  Ганна Затиркевич-Карпинська (Ковтуненко), Панас Саксаганський (Тобілевич), Іван Карпенко-Карий (Тобілевич), Марія Садовська-Барілотті  (Тобілевич) та ін.

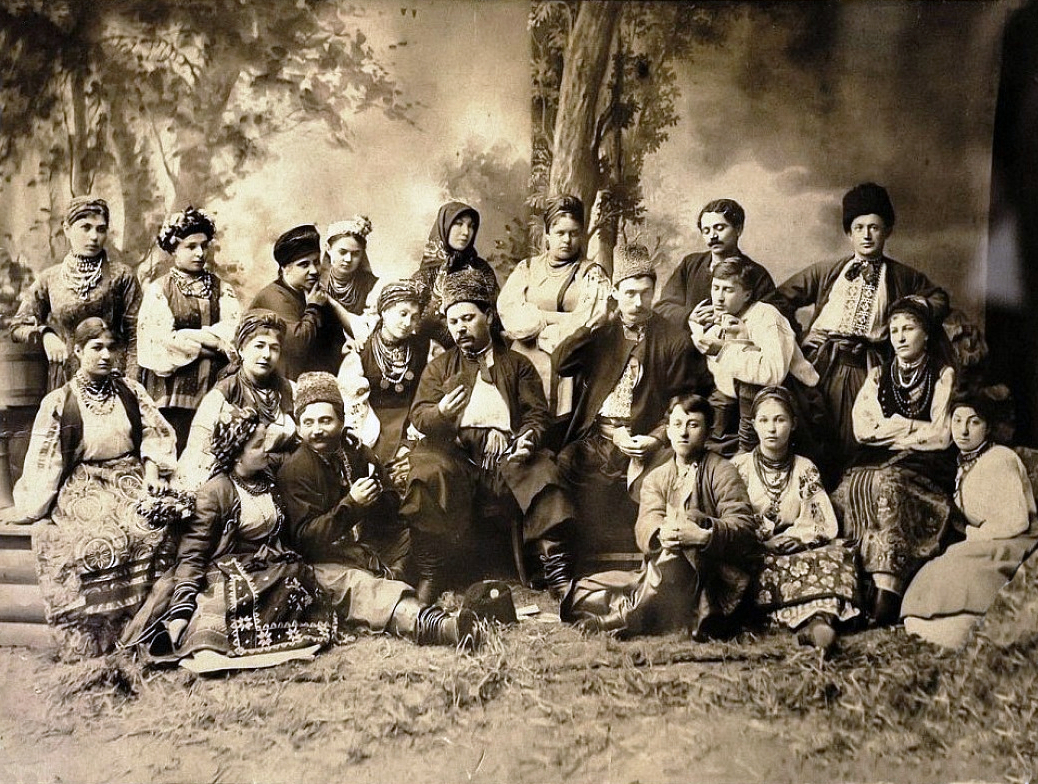
Трупа Кропивницького (сцена гри у карти), друга пол. 1880-х рр. Вгорі, з лївого боку починаючи: Нечай, Черновська, Затиркевич, Мартиненко, Нечай, Переверзева, Глєбов, Загорський.
Середнїй ряд: Доленко, Маркова, Заньковецька, Кропивницький, Садовський, Петро Карпенко, Ратмірова.
На долї: Хильченко (Тобилевичева), Саксаганський, Максимович, Полянська, Косюра

Розпочалися виступи Товариства акторів 27 жовтня 1882 року з постановки «Наталки Полтавки». Саме у цій поставновці в ролі Наталки дебютувала на професійній сцені уславлена Марія Заньковецька. Вже після перших вистав стало зрозуміло, що трупа Кропивницького  є прекрасно злагодженим ансамблем з великими потенційними можливостями. Це підтвердилось і під час гастролей у Києві наприкінці того ж 1882 року. Усі вистави трупи користувались незмінно великою популярністю, особливо серед української частини населення. І це, звичайно, не могло не насторожити владні структури, які понад усе боялися проростання в українському суспільстві паростків національної свідомості. А тому з метою запобігання розвитку небажаних для російського уряду подій київський генерал-губернатор Олександр Дрентельн із власної ініціативи заборонив виступи українських театральних колективів на території підвладного йому Київського генерал-губернаторства, що складалося з Київської, Волинської та Подільської губерній, а також  у Полтавській і Чернігівській губерніях, якими він керував за сумісництвом. Разом із тим схвальні відгуки про виступи українських акторів дедалі частіше з'являються на сторінках таких авторитетних газет, як  «Труд», «Заря», «Южный  край», «Одесский листок», і Кропивницький доходить висновку, що настав час «завойовувати» столицю.
Але для поїздки з гастролями до Санкт-Петербурга потрібно було мати не тільки значні кошти, а ще й дозвіл столичних властей. Ні того, ні того у драматурга не було, і він став шукати людину, котра б змогла в цьому допомогти. За словами М. Садовського, «ще в той час, коли трупа вперше грала в Києві, поміж київською громадою українців була нарада, що треба комусь із грошовитих  громадян стати на чолі трупи і поставити діло якнайкраще, бо, розуміється, актори всі — біднота, не змогли зразу обставити блискучо всякий спектакль, на це треба було затратити зразу чимало грошей». Через деякий час таку людину Кропивницький зназнаходить в особі відомого українського драматурга Михайла Старицького, якому в серпні 1883 року й передає керівництво колективом, залишивши за  собою режисерську й акторську роботу. «Варто звернути увагу на те, що по сторінках деяких наукових праць кочує помилкова теза, суть якої зводиться до того, що трупа Кропивницького, створена ним 1882 року, приблизно через рік зливається з трупою М. Старицького. Насправді, Театральне товариство, очолюване Кропивницьким, було на той час єдиною українською професійною трупою на теренах тодішньої країни. Відтак про якесь об'єднання з трупою Старицького чи якимось іншим драматичним колективом навряд чи доречно говорити взагалі».
Під орудою Михайла Старицького трупа розпочала свій перший театральний сезон (зимовий) в Одесі. Потім були гастролі в Миколаєві, Єлисаветграді, Житомирі, Ростові-на-Дону, Воронежі та багатьох інших містах Росії. В цей  час українські  актори вже мали власний оркестр, непогані для тієї доби декорації і гардероб. Все це сприяло не тільки піднесенню авторитету українського театру, а й поліпшенню матеріального становища акторів. Старицький, як відомо, продав свій маєток і майже всі виручені гроші витратив на щойно створений національний театр. Творча співпраця Кропивницького зі Старицьким тривала близько двох років і, поза сумнівом, була корисною для подальшого розвитку українського театрального мистецтва. Але Старицькому, на жаль, так і не вдалося дістати дозвіл на поїздку з гастролями до Петербурга, хоча він і доклав до цього неабияких зусиль.

Меморіальна дошка на фасаді Національного академічного театру російської драми імені Лесі Українки (Київ)

Водночас трупа непомірно розрослася, що вельми негативно позначилося на її фінансовому становищі. Як зауважує М. Садовський, у колективі була «сила людей», які «майже нічого не робили, а тільки тягарем лежали на бюджеті». Старицький знайшов вихід у тому, що став розділяти товариство навпіл. Одна частина трупи грала, наприклад, у Новочеркаську, а друга — в Ростові. Тим часом,  провадить далі Садовський, з трупи вийшли Г. Затиркевич-Карпинська «через зменшування платні, Максимович і навіть М. К. Заньковецька, бо не зійшлися в умовах». Покинув трупу й  М. Садовський. На  цьому тлі загострились особисті стосунки між Кропивницьким і Старицьким, які, зрештою, на базі великого драматичного колективу утворили дві самостійні трупи. Сталося це у квітні 1885 року. 
Деякі дослідники вважають, що, мовляв, «через непогамованість особистих амбіцій було зруйновано еталонну, зразкову українську трупу». Втім, загострення особистих стосунків багато в чому стало вже наслідком фінансових негараздів у колективі, що  в іншому випадку могло  призвести до суттєвого  скорочення його складу. «За таких умов створення  двох  самостійних труп було, напевно, єдино правильним рішенням, оскільки вдалося зберегти практично весь акторський склад, що упродовж тривалого часу під керівництвом двох найдосвідченіших національних митців пройшов першокласну театральну школу. Сформувалися, по суті, два українські професійні театри, котрі своєю діяльністю могли охопити значно більшу територію тодішньої країни. З Кропивницьким залишилось ядро колишньої трупи — М. Заньковецька, М. Садовський, П. Саксаганський, Г. Затиркевич-Карпинська, М. Садовська-Барілотті, І. Загорський, Д. Мова, О. Маркова, А. Максимович та інші. Таким чином, взірцевий акторський ансамбль було збережено, і він продовжував діяти».
1982 року ухвалена постанова ЮНЕСКО, за якою 100-річний ювілей від дня заснування М.Кропивницьким свого зіркового театру відзначався на міжнародному рівні.

## Гастролі у Петербурзі

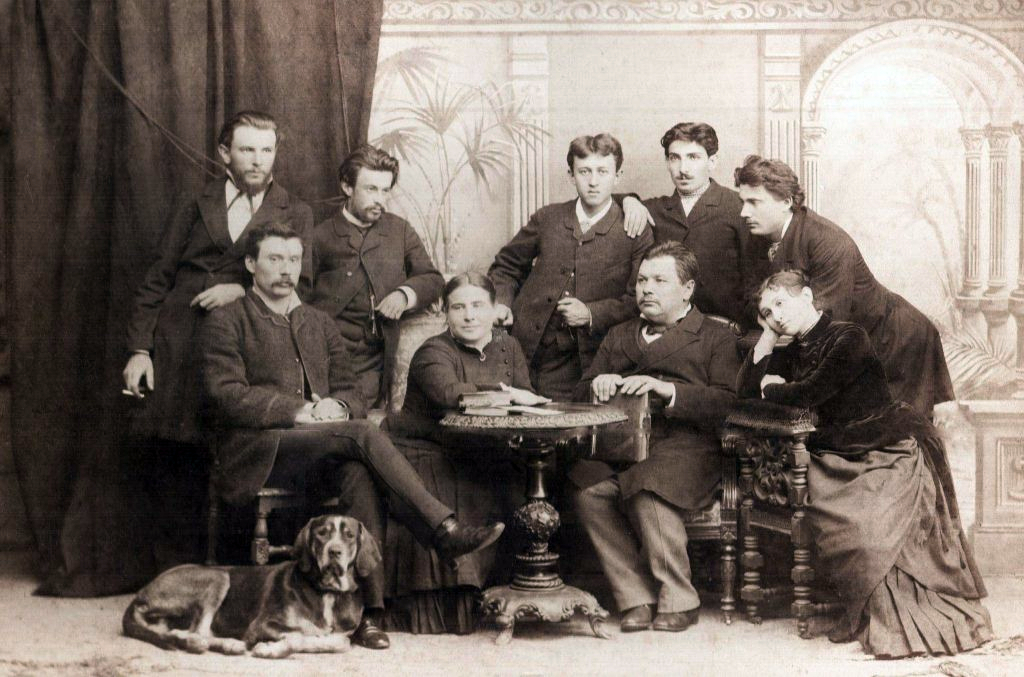
Актори з трупи Кропивницького, 1886 р. Перший ряд зліва направо: Садовський, Затиркевич-Карпинська, Кропивницький, Заньковецька. Третій у другому ряду — Максимович.

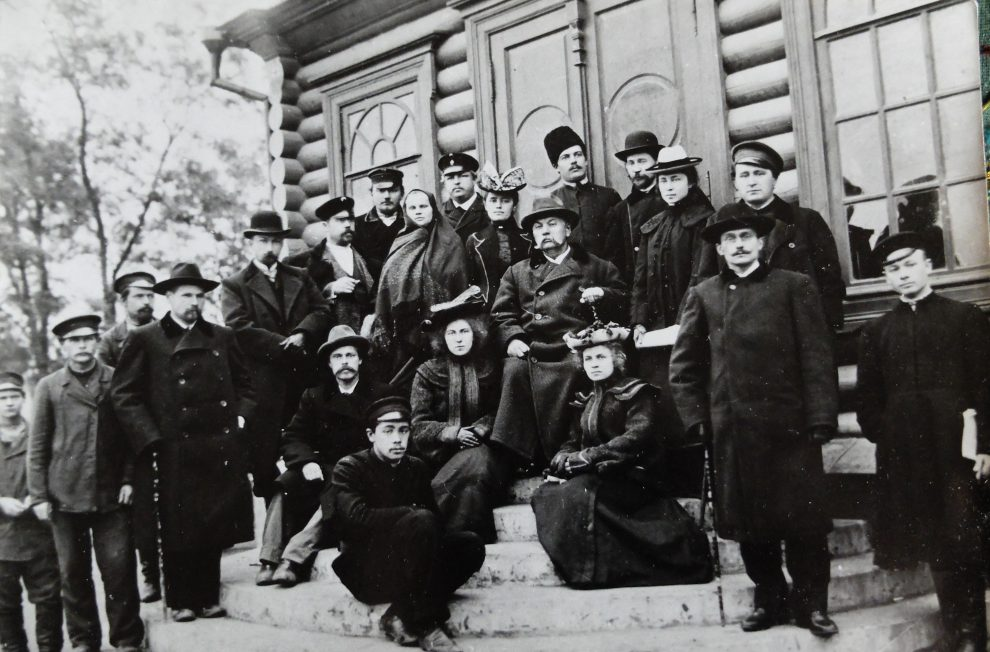
Трупа Кропивницького 1890-х років

У листопаді 1886 року після тривалих клопотань Кропивницький, нарешті, одержує дозвіл приїхати на гастролі до столиці імперії Петербурга. Напередодні цієї справді історичної події російська преса відгукувалася про трупу Кропивницького з великим скептицизмом, навіть зневагою, називала гостей з України мужицьким та хохлацьким театром. Але вже перші спектаклі змусили притихнути навіть найбільших скептиків і недоброзичливців. Вибагливих столичних глядачів вражала не лише незрівнянна гра артистів, а й неперевершений акторський ансамбль, котрий був родзинкою театру корифеїв. Серед зливи відгуків, що постійно супроводжували виступи українських акторів, чи не найпомітнішими були відгуки визнаного естета Олексія Суворіна, який, попри своє неприховане українофобство, визнавав, що «у малоруській трупі такий ансамбль, якого немає на александринській сцені», що в цьому колективі «є такі обдаровання, які були б першими на імператорських театрах».
Порівнюючи Марію Заньковецьку з Сарою Бернар, театрознавець доходить висновку, що темпераментна зірка української сцени все ж таки краща за уславлену француженку — «холодну, хоча й чудову актрису». Вельми високо поцінував Суворін також майстерність керівника трупи, зауваживши, що «Кропивницький не тільки незрівнянний актор, а й такий самий незрівнянний режисер. Його рука помітна у постановці кожної п'єси, у щонайменшій деталі і загальній картині її. Його маленький оркестр слухається його так само, як великий Направника. Усе на своєму місці і все вчасно». Виступами українських акторів зацікавився навіть цар Олександр III, для якого 4 січня 1887 року в залі Демут (інша назва «Фантазія») були поставлені два спектаклі за  творами Т. Шевченка («Назар Стодоля») і М. Старицького («Як ковбаса та чарка, то минеться й сварка»). Імператор був дуже задоволений грою українських акторів. 25 січня трупа Кропивницького вдруге виступає у присутності царської сім'ї, але тепер уже на імператорській сцені — в Маріїнському театрі, де ні до, ні після цього не одержувала дозволу виставляти спектаклі жодна з провінційних труп. Виняток для українців зробив сам цар, якому захотілося побачити талановитих акторів на сцені одного з найкращих театрів країни. Цього дня грали «Наталку Полтавку» І. Котляревського та «Бувальщину» А. Велісовського. І знову нечуваний успіх. Справжнім визнанням успіху театру корифеїв у Петербурзі було безперечно, і те, що провідні його актори Кропивницький і Заньковецька отримали запрошення служити в імператорському Александринському театрі. Але славетні актори не полишили української сцени, попри обіцяну їм високу заробітну плату й інші привілеї.
«Успішна презентація української культури в столиці тодішньої країни надзвичайно багато важила для подальшого розвитку не тільки національного театрального мистецтва, а, врешті, й української державності. Театру Кропивницького вдалося частково спростувати міф про те, що самобутньої української культури начебто не існує, і прорубати не вікно, то принаймні квартирку в цивілізований світ, а отже, й прокласти (чи бодай намітити) вузеньку стежечку до визнання її у світі».

## Пізній період

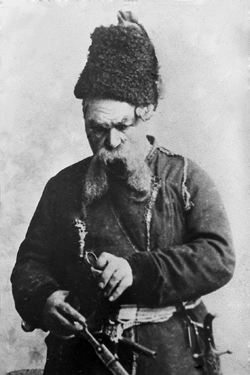
Марко Кропивницький у ролі Тараса Бульби

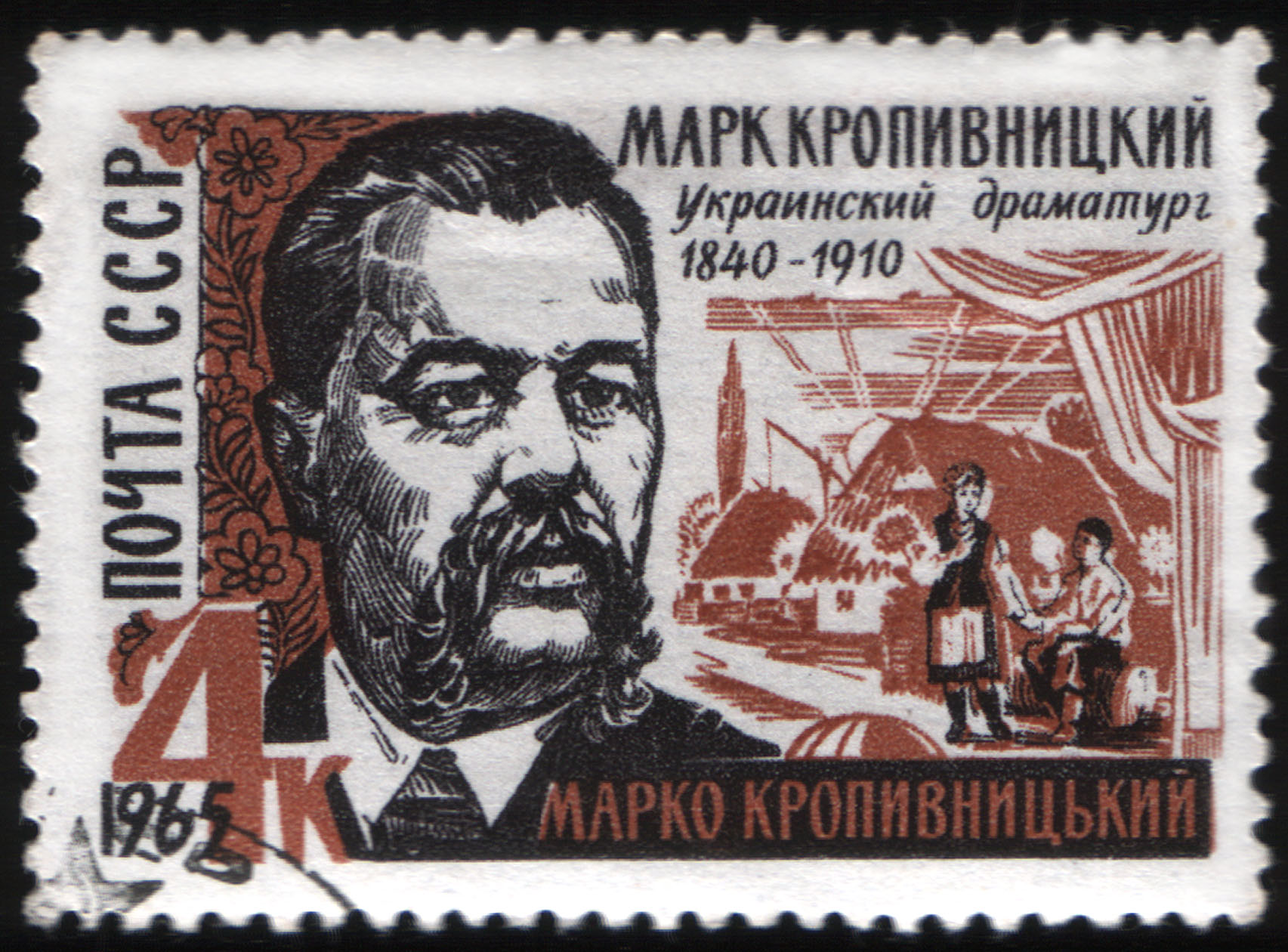
Поштова марка СРСР із серії «Письменники нашої Батьківщини», присвячена М. Л. Кропивницькому, 1965 (Каталог ЦФА 3224, Scott 3061)

1880—1890 роки були роками творчого тріумфу Марка Кропивницького. У цю добу він заснував чотири першокласні драматичні трупи (в тому числі славнозвісний театр корифеїв), постійно подорожував з гастролями по Україні та інших регіонах тодішньої країни, разом зі своїми колегами-акторами незрідка виступав на сценічних підмостках Петербурга, Москви, Варшави, Мінська, Тифліса, Баку, Вільно (тепер — Вільнюс) і т. д. 
22 листопада 1896 р. в Одесі Кропивницький відзначав двадцятип'ятирічний ювілей своєї театральної діяльності. Ще задовго до свята драматурга було проголошено «батьком українського театру», і тепер цей почесний титул постійно супроводжував його ім'я. Вітальні адреси й телеграми надійшли від І. Рєпіна, Д. Мордовця, І. Карпенка-Карого, П. Саксаганського, М. Старицького, І. Нечуя-Левицького, Б. Грінченка, М. Аркаса, М. Лисенка, примадонни італійської опери Соломії Крушельницької, всіх українських і багатьох російських театральних труп та товариств. У день  свого ювілею митець поставив збірну виставу з окремих дій чотирьох українських п'єс — «Назара Стодолі», «Наталки Полтавки», «Олесі», «Як ковбаса та чарка, то минеться й сварка»  – й обов'язкового російського водевілю «Звезда падучая» В. Крилова. На ювілей відгукнулися газети і журнали Києва, Харкова, Одеси, Львова, Петербурга, Москви, Тифліса та багатьох інших міст. Преса назвала ці дні «тижнем Кропивницького». До дверей номера готелю, в якому мешкав митець, згодом було прикріплено мідну табличку з надписом: «Тут жив батько малоросів М. Л. Кропивницький». 
Марко Лукич своєю багатогранною діяльністю виховав ціле покоління українських акторів-професіоналів, 21 рік — з 1881 по 1902 — він залишався провідною постаттю української сцени. Його чудові акторські дані, які дивували сучасників (деякі професійні секрети Марка Лукича так і лишилися для них непоясненними і загадковими), доповнювалися прекрасним голосом — високим басом надзвичайно широкого діапазону. Крім того він добре знався на музиці й сам писав мелодії для багатьох п'єс, розумівся на образотворчому мистецтві (це, зокрема, дозволяло йому керувати створенням декорацій), був тонким і спостережливим психологом, що постійно проявлялося у його роботі як режисера. Театральні критики Петербурга слушно порівнювали виступи трупи Кропивницького з виступами відомої на увесь світ німецької трупи «Майнінгенців», яка в 70-х роках XIX століття відвідала й Російську імперію. Схожість ця полягає у театральному новаторстві «батька українського театру»: сповідуванні нової тоді ідеї створення під час вистави акторського ансамблю, заміні мальованих декорацій об'ємними, відтворенні театральних сцен в усіх побутових деталях (часом це набувало повного натуралізму) тощо. Кропивницький багато зробив для формування самобутнього репертуару українського театру. В цьому повною мірою виявив не тільки свій талант організатора, а й громадського діяча та патріота.

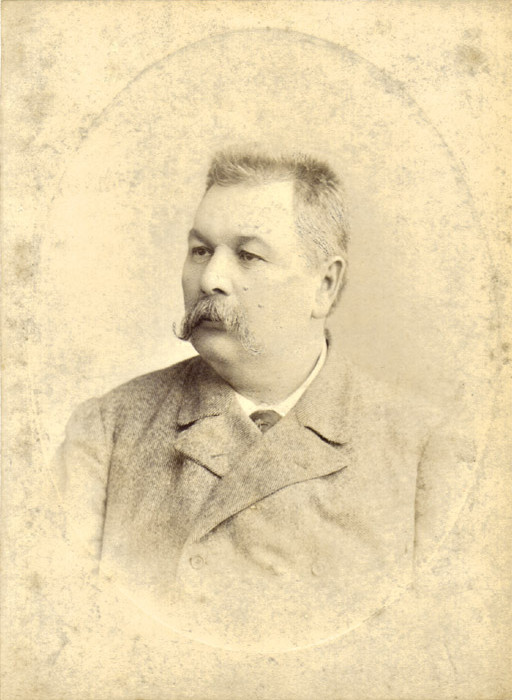
Марко Кропивницький, кінець XIX ст.

1890 р., уже перебуваючи в зеніті слави, драматург оселяється на хуторі Затишок, «за 120 верст від Харкова і за 20 верст від повітового міста Куп'янська», недалеко від села Сподобівка (тепер Шевченківського району Харківської області). Обійстя знаходилось у мальовничій місцині. Тут було і чимало гаїв та лісів з поетичними галявинами, і ставок з красунями вербами, посадженими господарем, і великий сад з різноманітними фруктовими та декоративними деревами, котрі також посадив сам Кропивницький, і багато чого іншого, що робило хутір дуже привітним, майже казковим. У садибі постійно гостювали друзі і знайомі митця. Серед них  – артисти Г. Борисоглібська, С. Паньківський, В. Розсудов-Кулябко, М. Глоба, І. Загорський та ін. Протягом двох років тут жили діти небоги Тараса Шевченка Ірини  Ковтунової (Палажка Гапка й Гнат), яким гостинні господарі надали необхідну матеріальну і медичну допомогу. На особливу увагу заслуговує приїзд до Затишка уславлених майстрів української сцени І. Карпенка-Карого й М. Садовського. Сталося ця подія навесні 1900 р., і пов'язана вона була з майбутньою спільною роботою Кропивницького і братів Тобілевичів в об'єднаній трупі корифеїв, яку було створено за кілька місяців потому.
Живучи в Затишку, Кропивницький досить часто виїздив на гастролі. Тому господарство вели переважно його дружина і прикажчик. Проте в ті дні, коли драматург перебував у садибі, він з великим задоволенням поринав у сільське життя. Значно більше уваги господарству починає приділяти митець після 1902 р., коли після погіршення здоров'я перестає постійно виступати на професійній сцені і живе здебільшого у Затишку. Одним із його найулюбленіших занять було садівництво. Кропивницький вирощував найкращі сорти яблунь, груш, черешень, винограду. Чимало чубуків фруктових дерев ним було привезено з уславленого Каразинського садівництва, що знаходилось у Богодухівському повіті Харківської губернії, а окремі сорти винограду виписувались навіть із Франції. 1909 р. на виставці в повітовому місті Куп'янську за зразкове ведення господарства драматурга було нагороджено бронзовою медаллю Харківського товариства сільських господарів. Іншою великою пристрастю Кропивницького було полювання. В нього, зокрема, була чудова колекція із старих і сучасних рушниць, а також чимало мисливських собак різних порід. Взимку він разом зі своїми синами Костянтином і Володимиром та гостями полював на зайців і лисиць. Влітку — на вальдшнепів, куріпок, дрохв і качок. Крім того, згадує драматургів син Володимир, батько з великим задоволенням ходив на рибалку, займався фотографуванням, а в присмерках «сідав за невелику простеньку фісгармонію <…> і награвав на ній майже щовечора прелюдії та хорали Й.-С. Баха».

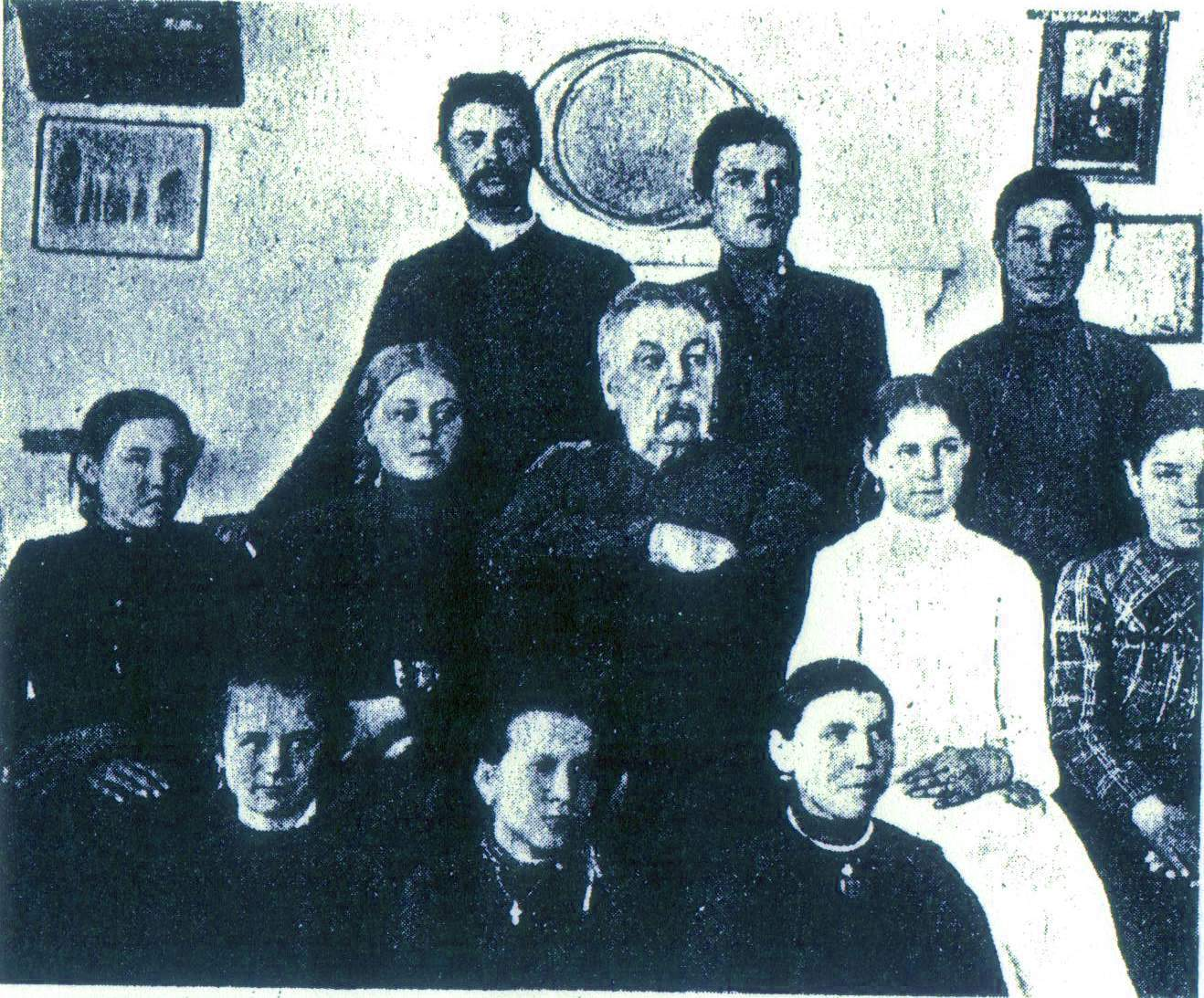
Марко Кропивницький зі своєю дитячою трупою. Затишок, 1910 р.

Затишок для Кропивницького був своєрідною оазою. Тут він і відпочивав душею, і набирався натхнення  для творчості. У себе на хуторі драматург написав  понад двадцять п'єс, серед яких «Олеся», «Замулені джерела», «Титарівна» (за Шевченком), «Супротивні течії», «Конон Блискавиченко», «Мамаша», «Розгардіяш», «Скрутна доба», «Старі сучки й молоді парості», «Зерно і полова», «Страчена сила» та інші. Крім того, тут письменник перекладав твори російських і світових майстрів слова (Гоголя, Некрасова, Шекспіра, Мольєра), працював над своїми мемуарами, звідси виїздив на гастролі до багатьох українських і російських міст (Харкова, Полтави, Києва, Катеринослава, Одеси, Санкт-Петербурга, Москви, Саратова), презентуючи  у такий спосіб власні творчі досягнення й надбання національної драматургії загалом, разом з аматорами виставляв у провінційних містах і селах українські п'єси, знайомив місцеве населення з поезіями Т. Шевченка, Л. Глібова, інших  письменників, відкрив у себе на хуторі початкову школу з українською мовою навчання. Однією з маловідомих сторінок діяльності М. Кропивницького в останні роки життя є організація ним першого на теренах Російської імперії дитячого театру, акторами в якому були самі діти. На вистави  в Затишок з великим задоволенням приходили діти й дорослі. Тісне  приміщення домашнього театру не могло вмістити всіх охочих. Тому стільці ставили тільки для дорослих.  Діти ж  сиділи долі. Найменші  –  попереду. «Перед  тим, як  виступати, –  згадувала одна з учасниць  дитячих вистав, –  Марко Лукич посилав верхового в сусідні села — Сподобівку, Бугаївку, Баранову, до Молотка — запрошувати всіх на постановку. <…> Після постановки всім дітям  роздавали  гостинці». У січні 1910 р. в столичному журналі «Театр и искусство» було надруковано нотатку про успішні виступи малолітніх аматорів. «Дитячий театр Марка Кропивницького — явище безпрецедентне, оскільки акторами у його дитячому театрі, як уже йшлося, були діти. Нічого подібного ніколи не було в історії не тільки української, а й європейської культури. Разом із невеличкою школою з українською мовою навчання, яку в ці роки драматург започатковує у своїй садибі, його дитячий театр стає справжнім промінчиком світла у „царстві пітьми“, що панувала в тогочасному українському селі».

## Останні дні

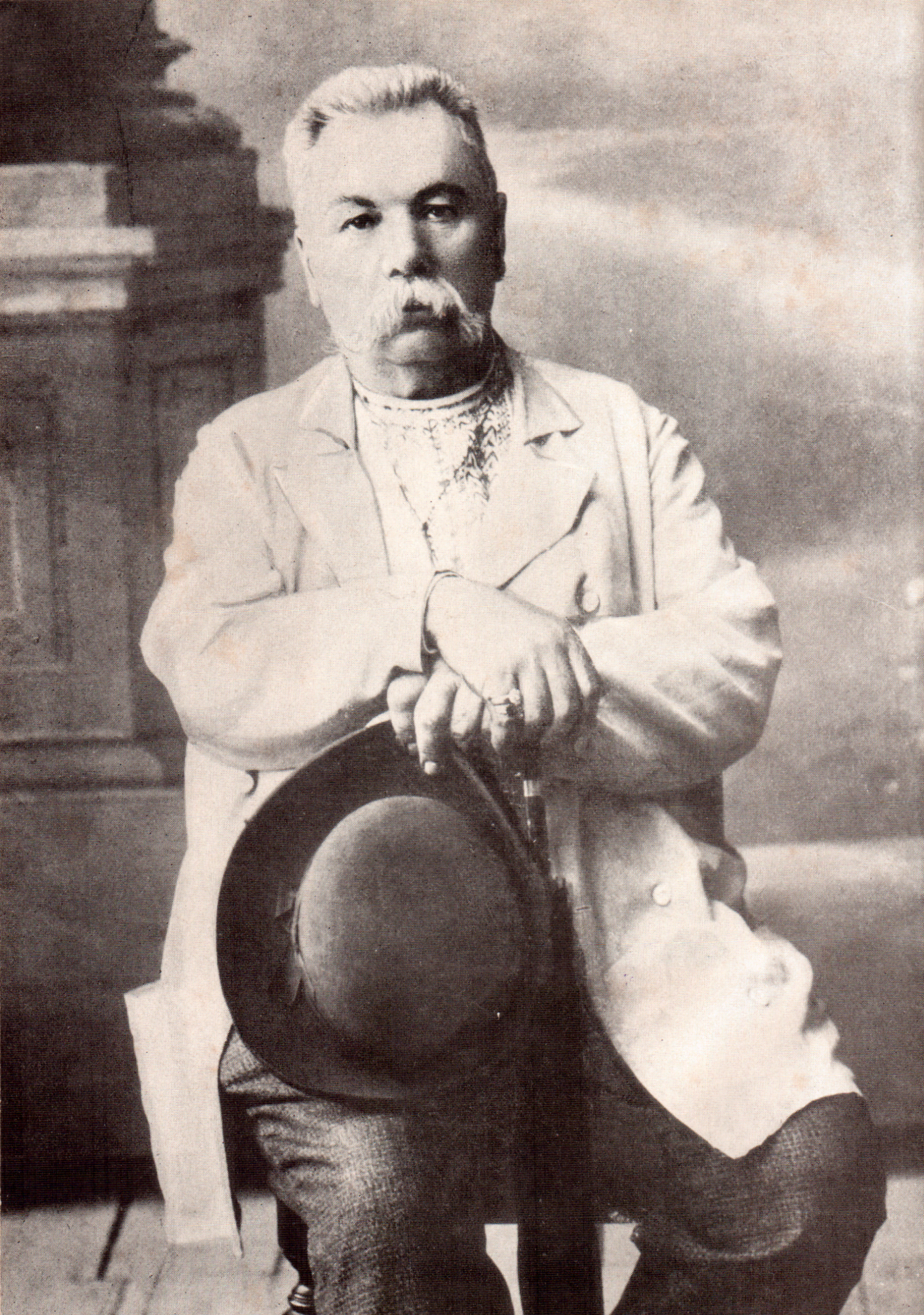
М. Кропивницький у Затишку

У лютому 1910 року Кропивницький разом із трупою Л. Сабініна їде на гастролі до Саратова, де бере участь у постановках п'єс «Наталка Полтавка» Котляревського і «Назар Стодоля» Шевченка, а також власної «Дві сім'ї» й  концерті, присвяченому 49-й річниці пам'яті Тараса Шевченка. Із Саратова драматург повернувся 18 лютого 1910 р., а вже 13 березня взяв участь у Шевченківському вечорі в Києві. Після цього він побував на такому ж вечорі в Єлисаветграді, а потім на кілька днів заїхав до Бобринця, щоб зустрітися в місті своєї юності із земляками. Не відмовився актор і від запрошення приїхати у складі трупи Колісниченка з гастролями до Одеси, куди вирушив наприкінці березня. Висвітлюючи ці останні артистичні виступи Кропивницького, столичний журнал «Театр и искусство» зауважував: «Попри свої сім десятків років за плечима, батько грав як колись — сильно, яскраво із захватом, чаруючи тонким комізмом, життєвою простотою і художньою викінченістю своїх образів. <…> Приймала публіка Марка Лукича якось особливо сердечно і зворушливо, і в безконечних оваціях і викликах відчувалося не лише захоплення талановитим актором-художником, але й дань шанобливої поваги до одного з великих діячів України». Під час цих гастролей Кропивницький тяжко захворів і, повертаючись  до себе на хутір, 21 квітня 1910 року раптово помер у потязі від крововиливу в мозок. Листи й телеграми зі співчуттям на адресу українського театру і сім'ї  драматурга надійшли з усіх кінців України й Росії. Майже всі українські газети і журнали надрукували некрологи та статті, присвячені пам'яті визначного українського митця. Микола Міхновський, зокрема, наголошував, що ця смерть є національним горем, позаяк «помер не просто великий артист, який володів чарівним даром, помер національний письменник, національний діяч тої доби, коли бути національним діячем не багато хто відважувався, коли так легко було під космополітизмом зректися страждань свого народу».

Могила Марка Кропивницького

Поховано Марка Кропивницького в Харкові на старому цвинтарі, що знаходився наприкінці вулиці Пушкінської, біля церкви Усікновення глави Іоанна Предтечі. Наразі на цьому місті так званий Молодіжний парк. Могила збереглась. На ній стоїть бронзове погруддя митця роботи скульптора Федора Балавенського, встановлене 1914 року. Подвижницька діяльність Кропивницького на ниві української культури  високо поцінована багатьма авторитетними фахівцями сценічного мистецтва, театрознавцями й літературознавцями. Серед них — М. Вороний, С. Єфремов, М. Рильський, К. Станіславський, О. Суворін, М. Комаров, М. Йосипенко, Р. Пилипчук. Д. Антонович, зокрема, наголошував, що Кропивницький був батьком українського театру, організатором першої національної трупи, учителем всіх інших акторів-корифеїв, а також молодшої генерації виконавців, творцем «українського побутового репертуару», неперевершеним художником-артистом. «Власне, всі трупи і всі актори українського побутового театру, –  підсумовує дослідник, – це актори школи Кропивницького. <…> Це все або учні Кропивницького, або учні учнів Кропивницького, але всі — одна його школа, і школу ту знати в найкращих моментах їхнього виконання».
6 серпня 1918 року постановою Ради Міністрів Української Держави вдові уславленого українського драматурга  — Надії Василівні Кропивницькій призначено було одноразову допомогу та довічну державну пенсію.

## Драматургічна майстерність

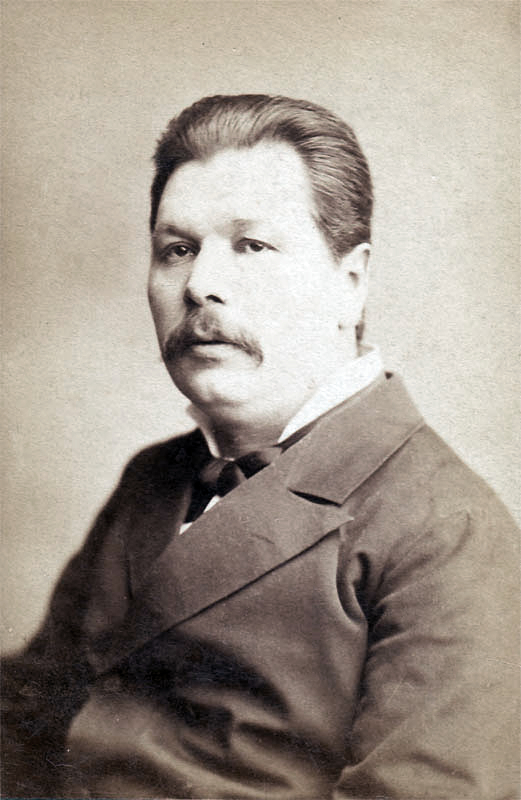
Марко Кропивницький, 1880-ті рр.

«Малодослідженою упродовж багатьох десятиліть залишалася драматургічна творчість М. Кропивницького. Постійні цензурні утиски його п'єс у добу російського  царату, навішування ідеологічних ярликів за радянських часів незрідка призводили до того, що дослідники, не маючи можливості ознайомитися з  канонічними текстами, які не допускалися до друку, поціновували  понівечені цензурою варіанти, як це було, зокрема, з драмами „Титарівна“ (за Шевченком) чи „Конон Блискавиченко“, або ж не мали  для опрацювання жодних варіантів, оскільки деякі п'єси, серед яких   „Замулені джерела“ і  „Нашествіє варварів“, вперше були надруковані через багато років по смерті автора.  З іншого боку, у вітчизняному літературознавстві закріпилася тенденція, за якою окремі твори драматурга, особливо останнього періоду (наприклад, „Страчена сила“, „Òшибка провзойшла“, „Розгардіяш“, „Скрутна доба“, „Старі сучки й молоді парості“, „Зерно і полова“ та деякі інші), заздалегідь вважалися  слабкими (а отже, не вартими серйозної уваги), що насправді не  відповідає дійсності. Саме в цих п'єсах знайшли відбиття  нові творчі пошуки митця, пов'язані з життям українського села в умовах бурхливих політичних подій (російсько-японська війна, революція 1905—1907 рр.), філософськими роздумами  про неминучість відповідальності людини за свої вчинки, появою у  літературному доробку письменника ознак, характерних для нової європейської естетичної системи. Кропивницький — драматург, який порушив у своїх  творах більшість актуальних питань доби, започаткував чимало нових тем, які з успіхом  розробляли далі М. Старицький, І. Карпенко-Карий, Панас Мирний, І. Франко. Наскрізною у творчості Кропивницького є тема девальвації віковічних духовних цінностей у свідомості людей, які  відривалися від духовних основ свого народу. Створюючи типові образи моральних покручів, що, прилучившись до так званої „міської цивілізації“, нехтують віковічними народними звичаями, цураються рідної мови, відображаючи окремі елементи деградації в середовищі сільської молоді, драматург  проводить думку, що це  стійка тенденція, яка охоплює дедалі  більші прошарки населення, а отже, є, по суті, загальнонаціональним лихом. Ліки від духовного занепаду співвітчизників Кропивницький вбачає в українському національному відродженні. Цій проблемі тією чи іншою мірою  присвячена більшість його  п'єс („Доки сонце зійде, роса очі виїсть“, „Олеся“, „Замулені джерела“, „Нашествіє варварів“, „Супротивні течії“, „Розгардіяш“, „Скрутна доба“, „Голомозий“, „Старі сучки й молоді парості“ та інші). До цього питання митець постійно повертається також у листах до друзів і знайомих (В. Лукича-Левицького, В. Уманова-Каплуновського, М. Сумцова), відомих державних і громадських діячів (голови комітету міністрів С. Вітте, депутата держдуми І. Шрага), у своїй  театральній  діяльності. По-новому у творчості Кропивницького постає питання відповідальності людини за скоєний злочин. За Кропивницьким, злочин перед людьми — це передусім гріх перед Богом. Промовистим свідченням цього є доля Єфрема Заїки („Страчена сила“), який, начебто заради шляхетної мети пограбувавши п'яного купця, так і не зміг вибачити собі порушення одного з основних християнських постулатів. У цьому принципова відмінність героя Кропивницького від Василя Цокуля („Наймичка“ Карпенка-Карого), для якого подібна поведінка є нормою життя.  Кропивницький  створює портрети „нових людей“, що були нетиповими для драматургії його доби. Серед них–  постаті сільських писарів Василя Сокуренка  („Помирились“) і Якова Приблуди  („За сиротою і Бог з калитою, або ж Несподіване сватання“), що  є чи не першими сільськими інтелігентами   не лише в національній драматургії, а й українській літературі загалом. Позитивними постатями Нарциси Необачної („Замулені джерела“)  й Антона Деревіцького („Скрутна доба“) письменник  досить вдало поповнює свою галерею „нових людей“ представниками дворянсько-поміщицького класу.  За своїми суспільно-політичними поглядами, методами господарювання і стосунками з селянами Антон Деревіцький  багато в чому нагадує самого автора, що дає змогу розглядати п'єсу „Скрутна доба“ під дещо іншим кутом зору. На прикладі Василя Музиченка („Старі сучки й молоді парості“) Кропивницький вперше в українській літературі створює привабливий  портрет сільського підприємця. За своїм світоглядом він нагадує сучасного фермера.  Це принципово новий тип заможного селянина, який  цивілізовано веде свою справу: людяно  ставиться  до  своїх робітників, опікується  питаннями освіти. Справжньою знахідкою як для творчості Кропивницького, так і української літератури в цілому є постать багатого парубка Хвилимона („Зерно і полова“) — здатного до самопожертви свідомого героя — борця за економічні інтереси зубожілого селянства. Галерею портретів „нових людей“ письменник поповнив цікавими образами жінок-інтелігенток, що працюють на ниві освіти: Тетяна з драми „Конон Блискавиченко“ і Надежда — героїня комедії „Супротивні течії“.
Певна заслуга належить драматургові в утвердженні на українській сцені психологічної драми („Глитай, або ж Павук“, „Доки сонце зійде, роса очі виїсть“, „Перед волею“), політичної  п'єси („По ревізії“, „Розгардіяш“, „Скрутна доба“, „Зерно і полова“), розробці такого нового для того часу жанрового утворення, як трагікомедія („Лихо не кожному лихо, іншому й талан“, „Чмир“, „На руїнах“, „Старі сучки й молоді парості“). Особливою ознакою драм і комедій Кропивницького є неабияка чутливість їх автора до різноманітних  модерністських напрямів у літературі. У багатьох його п'єсах знайшли відбиття елементи „нової драми“ („Де зерно, там і полова“, „Олеся“, „Замулені джерела“).  Найповніше тенденції, характерні для   нової європейської естетичної системи, проявилися в п'єсі  „Страчена сила“. Є також підстави стверджувати, що драматургії Кропивницького притаманні ознаки неоромантизму („Помирились“, „За сиротою і Бог з калитою, або ж Несподіване сватання“, „Конон Блискавиченко“), символізму  („Зерно і полова“), „драми абсурду“ („По ревізії“, „Замулені джерела“, „Нашествіє варварів“, „Мамаша“). Все це   свідчення глибокого розуміння письменником тих якісно нових процесів, які розпочалися наприкінці ХІХ ст. в надрах загальноєвропейського театру. 
Драматургія Кропивницького генетичними узами пов'язана з фольклором, „Словом о полку Ігоревім“, давньоукраїнською інтермедією, найкращими зразками української класичної літератури, зокрема творчістю І. Котляревського, Г. Квітки-Основ'яненка, Т. Шевченка, М. Гоголя.  Вельми  відчутні у ній і традиції   таких  світових майстрів   слова, як В. Шекспір, Ж.-Б. Мольєр, О. де Бальзак, О. Грибоєдов, О. Пушкін, Л. Толстой, О. Островський.  Творчість Кропивницького  позначилася на подальшому розвиткові української  і європейської драматургії, таких відомих авторів, як  І. Франко, А. Чехов. О. Довженко  тощо.
Марко Кропивницький як драматург, актор, режисер, засновник першого національного професійного театру  на теренах Східної України  (уславленого театру корифеїв) залишив вельми помітний слід в історії вітчизняної культури. Проте неабияка його заслуга  і в ширшому, національному контексті. Відчуваючи загрозу знищення українського народу як етносу, тобто небезпеку розчинення його в панівній нації, Кропивницький, як ніхто інший, своїм палким словом намагався розбудити національну самосвідомість українців, закликав їх до збереження рідної мови й культури. Порушені ним проблеми (питання української мови, денаціоналізації, бюрократизму, зневажливого ставлення до „маленької людини“) багато в чому залишаються актуальними і в наш час. Його п'єси разом із п'єсами двох інших найвизначніших тогочасних драматургів — Старицького й Карпенка-Карого –  дали значний імпульс для подальшого розвитку всієї вітчизняної драматургії й національного театру. На їхніх творах виховалося нове покоління українських драматургів, серед яких Леся Українка, В. Винниченко, О. Олесь, С. Черкасенко та інші».
У 80-х роках XIX ст. М. Кропивницький написав п ’єсу «Доки сонце зійде, роса очі виїсть». На таку ж тему і в ту ж таки приблизно пору написав п ’єсу «Не судилось» і М. Старицький. Подібність п'єс відіграла чималу роль у судовій справі, що повстала, коли один чорносотенний журналіст написав статтю, в якій назвав М. Старицького «драматургом-хищником». Суд виправдав М. Старицького, але причину збігу ситуацій в обох п'єсах не розгадано.

## Вшанування пам'яті

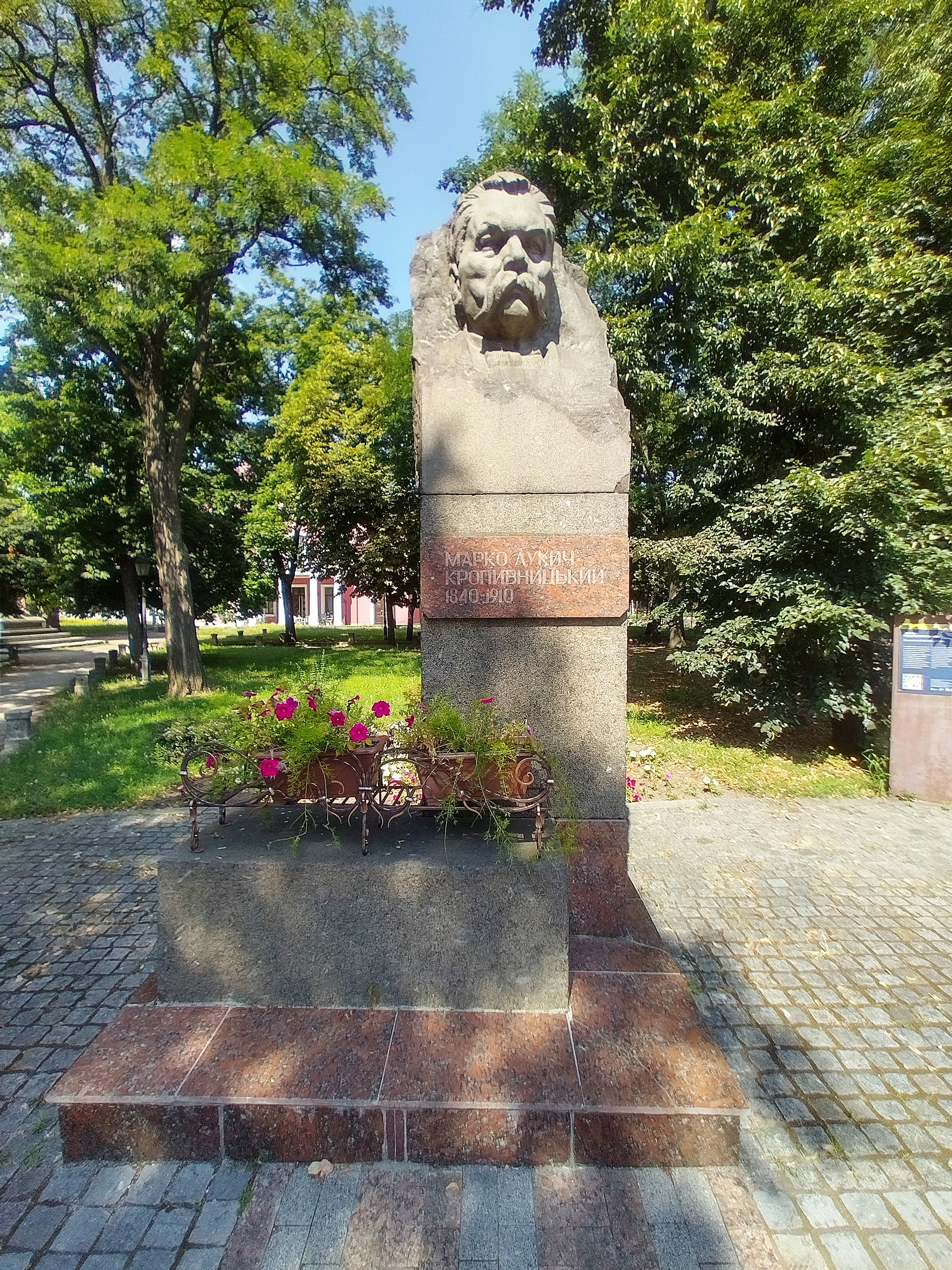
Пам'ятник-погруддя Марку Кропивницькому у місті Кропивницький

За кілька днів по смерті Марка Кропивницького, у квітні 1910 року, до харківської міської думи надійшла пропозиція від української громадськості встановити пам'ятник «батькові українського театру»  в середині Театрального скверу м. Харкова поруч із монументами Пушкіну й Гоголю (згодом така постанова була прийнята). А в газеті «Южный край» було відкрито підписку на створення пам'ятника на могилі уславленого засновника театру корифеїв. Однак мине чотири роки, і Микола Вороний змушений буде констатувати, що, хоча пам'ятник на могилі Кропивницького врешті і з'явився, але споруджено його переважно коштами і заходами родини небіжчика і тільки невеличку частину грошей (близько 300 рублів) зібрано з приватних пожертв при редакції «Южного края». І з гіркотою додасть: «Сумна доля здебільшого чекає наших національних діячів по їх смерті! Ще й досі багато у нас славних могил стоять неопоряджені, часом навіть без хрестів — занедбані, забуті невдячними потомками тих, хто весь свій хист, всі сили і життя поклали для добра рідної справи».  Закінчує статтю М. Вороний риторичним запитанням: «Кропивницький дав нашому громадянству український театр. Невже ж українське громадянство не віддасть його пам'яті нічого?».
14 липня 2016 року згідно із законом про декомунізацію Верховна Рада України перейменувала місто Кіровоград на Кропивницький. 20 листопада 2018 року Верховна Рада України перейменувала також Кіровоградський район на Кропивницький район.

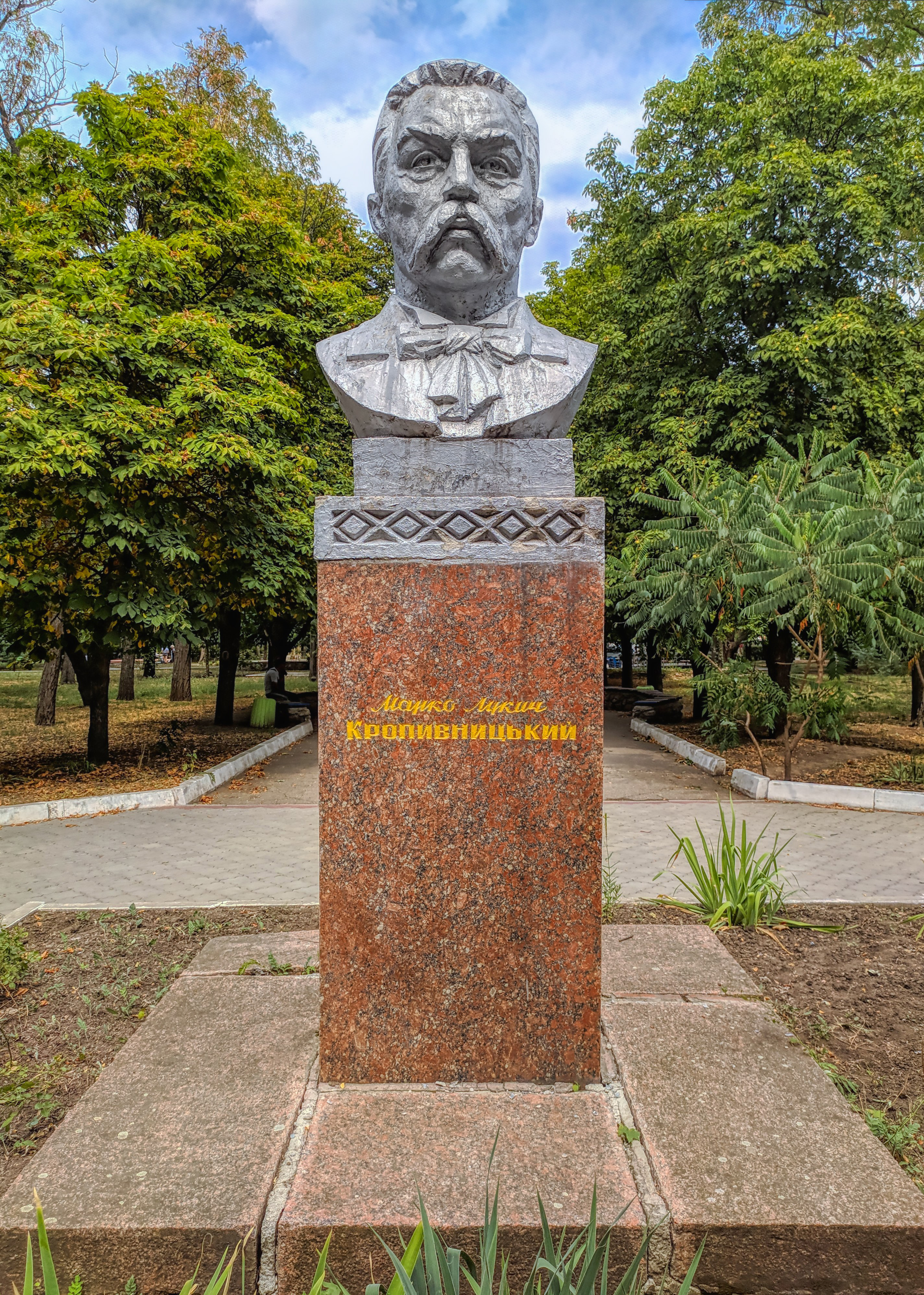
Пам'ятник Кропивницькому у Бобринці

Ім'я Марка Кропивницького присвоєно Кропивницькому академічному обласному українському музично-драматичному театру, Центральній бібліотеці в м. Миколаїв, Сподобівській НСЗШ школі Шевченківського району Харківської області, що знаходиться поблизу хутора Затишок, де драматург мешкав останні двадцять років свого життя.
Його ім'ям названо вулиці у містах Вінниця, Дніпро, Запоріжжя, Київ, Кропивницький, Миколаїв, Харків, Чернігів. На честь засновника уславленого театру корифеїв перейменовано село, в якому він народився.
У місті Миколаєві на вулиці Марка Кропивницького встановлено меморіальну дошку Марку Кропивницькому.

## Родина
Його дочка, Кропивницька Олександра Марківна, пішла батьківським шляхом — була співачкою опери.

## Перелік п'єс
- «Микита Старостенко, або Незчуєшся, як лихо спобіжить» (1863)
- «Помирились» (1869)
- «Дай серцеві волю, заведе в неволю» (1873; ґрунтовна переробка п'єси «Микита Старостенко, або Незчуєшся, як лихо спобіжить»)
- «За сиротою і бог з калитою, або ж несподіване сватання» (1871)
- «Актор Синиця» (1871, переробка водевілю Д. Ленського «Лев Гурич Синичкін»)
- «Невольник» (1872, за поемою Тараса Шевченка)
- «Пошились у дурні» (1875)
- «Беспочвенники» (1878—1898)
- «Доки сонце зійде, роса, очі виїсть» (1882)
- «Глитай, або ж павук» (1882)
- «По ревізії» (1882) [Архівовано 3 жовтня 2018 у Wayback Machine.]
- «Лихо не кожному лихо — іншому й талан» (1882)
- «Вуси» (1885, за оповіданням О. Стороженка)
- «Дві сім'ї» (1889; перероблена версія попередньої п'єси 1888 р. «Де зерно, там і полова»)
- «Зальоти соцького Мусія»
- «Зайдиголова»(1889)
- «Чмир» (1890)
- «Олеся» (1891)
- «Замулені джерела»
- «Дурисвітка»
- «Перед волею» (1899)
- «Нашествіє варварів» (1900)
- «На руїнах» (1900)
- «Супротивні течії» (1900)
- «Конон Блискавиченко» (1902)
- «Страчена сила» (1903)
- «Мамаша» (1903)
- «Ошибка произоша»
- «Розгардіяш» (1906)
- «Скрутна доба» (1906)
- «Івасик-Телесик»
- «По щучому велінню»
- «Голомозий» (1908)
- «Старі сучки і молоді пагони» (1908)
- «Дійшов до розуму» (1909)
- «Зерно і полова» (1910)
- «Титарівна» (за твором Т. Шевченка)
- «Чайковський, або Олексій Попович» (за твором Є. Гребінки)
- «Вій» (за твором М. Гоголя)
- «Пропала грамота» (за твором М. Гоголя)
- «Вергілійова Енеїда» (за твором І. Котляревського)
- «Підгоряни» (за твором І. Гушалевича)
- «Хоть з мосту в воду головою» (за п'єсою «Жорж Данден» Мольєра).

## Найвизначніші видання
Бібліографічні покажчики
- «Апостол сцени: Марко Лукич Кропивницький». Бібліографічний покажчик. Укладач Нельга О. Е. (переглянути)
- Бібліографічний покажчик видання творів М. Л. Кропивницького. (1960) // (Вміщений в шеститомнику творів М. Л. Кропивницького Київ. ДВХЛ. Укладач П. П. Перепелиця.) (переглянути)
- Марко Лукич Кропивницький. Бібліографічний покажчик. Кіровоград — 1977 р. Укладачі: Шуменко Л.Г, Погрібняк О. Г. (переглянути)
- Кропивницький Марко Лукич як композитор. Бібліографічний список. Укладач Янчукова Е. М. (переглянути)

Зібрання творів
- Кропивницький, Марко Лукич. Твори. в 6 томах. Вступна стання Іван Пільгук. Київ: Держлітвидав України, 1958—1960.
  - Том 1. Київ: Держлітвидав України. 1958. 573 стор.[19]
  - Том 2. Київ: Держлітвидав України. 1958. 536 стор.[20]
  - Том 3. Київ: Держлітвидав України. 1959. 356 стор.[21]
  - Том 4. Київ: Держлітвидав України. 1959. 377 стор.[22]
  - Том 5. Київ: Держлітвидав України. 1959. 627 стор.[23]
  - Том 6. Київ: Держлітвидав України. 1960. 662 стор.[24]
- Марко Лукич Кропивницький. Повний збірник творів, т. 1–3. Х., 1895—1903
- Марко Лукич Кропивницький. Збірник творів, т. 1, ч. 1–2. Полтава, 1911–13
- Марко Лукич Кропивницький. Твори, т. 1–7. К.–Х., 1929–31
- Марко Лукич Кропивницький. Твори, т. 1–6. К., 1958–60
- Марко Лукич Кропивницький. Музичні твори, т. 1–3. К., 1967–68
- Марко Лукич Кропивницький. Вибрані твори. К., 1977
- Марко Лукич Кропивницький. Драматичні твори. К., 1990.
- Збірник творів М. Л. Кропивницького. — 2-ге вид., виправл. і доповн. — Харків: Коштом кн. магазина Бірюкових, 1885. — 273 с. : нот. [Архівовано 27 вересня 2018 у Wayback Machine.]
- Кропивницький М. Л. Глитай, або ж Павук: драма в 4 д. і 5 одмінах / М. Л. Кропивницький. — Харків: Мистецтво, 1937. — 93 с. [Архівовано 3 жовтня 2018 у Wayback Machine.]
- Кропивницький М. Л. Повний збірник творів. Т. 3 / М. Л. Кропивницький. — Харків: Паровая Типо-лит. М. Я. Дрейшпуля, 1903. — 220 с. [Архівовано 23 січня 2021 у Wayback Machine.]
- Кропивницький М. Л. Повний збірник творів. Т. 2 / М. Л. Кропивницький. — Харків: Типо-литогр. М. Я. Дрейшпуля, 1903. — 190 с. [Архівовано 25 січня 2021 у Wayback Machine.]
- Кропивницький М. Л. По щучому велінню: казка за для дітей, у 3-х діях / склав М. Л. Кропивницький. — Полтава: Електр. друк. Г. І. Маркевича, 1912. — 34 с. [Архівовано 15 квітня 2021 у Wayback Machine.]
- Кропивницький М. Вибрані твори / М. Кропивницький. — Київ: Держ. літ. вид-во, 1941. — 291 с. [Архівовано 15 жовтня 2020 у Wayback Machine.]
- Кропивницький, Марко. Спогади: вступні уваги / Марко Кропивницький // Життя й революція. — 1928. — Кн. 4. — С. 80–98. [Архівовано 17 січня 2021 у Wayback Machine.]
- Кропивницький, Марко. Спогади: (закінчення) / Марко Кропивницький // Життя й революція. — 1928. — Кн. 5. — С. 65–80. [Архівовано 17 січня 2021 у Wayback Machine.]